# Occasioni in riva al lago
Occasioni in riva al lago (Lakefront Bargain Hunt) è un docu-reality statunitense, in onda dal 2014 su HGTV e trasmesso in Italia dalla versione italiana della rete.

## Format
La trasmissione segue aspiranti proprietari alla ricerca di un'abitazione nei laghi degli Stati Uniti. In ogni episodio gli acquirenti con un budget limitato, devono decidere fra tre case proposte per l'acquisto da un agente immobiliare locale. 

## Edizioni
| Stagione                 | Episodi | Prima TV USA | Prima TV Italia |
| ------------------------ | ------- | ------------ | --------------- |
| Prima stagione           | 13      | 2014-2015    | 2016            |
| Seconda stagione         | 13      | 2015         | 2016-2017       |
| Terza stagione           | 13      | 2016         | Inedita         |
| Quarta stagione          | 13      | 2016         | Inedita         |
| Quinta stagione          | 13      | 2017         | Inedita         |
| Sesta stagione           | 13      | 2017         | Inedita         |
| Settima stagione         | 13      | 2018         | Inedita         |
| Ottava stagione          | 13      | 2018         | Inedita         |
| Nona stagione            | 13      | 2019         | Inedita         |
| Decima stagione          | 5       | 2019         | Inedita         |
| Undicesima stagione      | 6       | 2019         | Inedita         |
| Dodicesima stagione      | 13      | 2020         | Inedita         |
| Tredicesima stagione     | 4       | 2020         | Inedita         |
| Quattordicesima stagione | 9       | 2021         | Inedita         |